# Tarbisu
Tarbisu (nome moderno Sherif Khan, Governatorato di Ninawa, Iraq) fu un'antica città situata 5 chilometri a nord di Ninive.

## Storia
Tarabisu fu una città minore finché il governo dell'impero assiro non fu spostato nella vicina Ninive da Sennacherib. Vi furono costruiti due palazzi, uno dei quali da Esarhaddon per il figlio ed erede Ashurbanipal. Sono stati trovati due tempi in questo sito, di cui uno dedicato a Nergal, costruito da Sennacherib e modificato da Assurbanipal. Una delle porte nel muro nord-occidentale di Ninive prende il nome da Nergal, e la strada che unisce questa porta a Tarbisu fu completamente pavimentata da Sennacherib.
Tarbisu fu conquistata dai Medi guidati da Ciassare nel dodicesimo anno del regno di Nabopolassar, re di Babilonia, e perse importanza assieme all'impero assiro.

## Archeologia

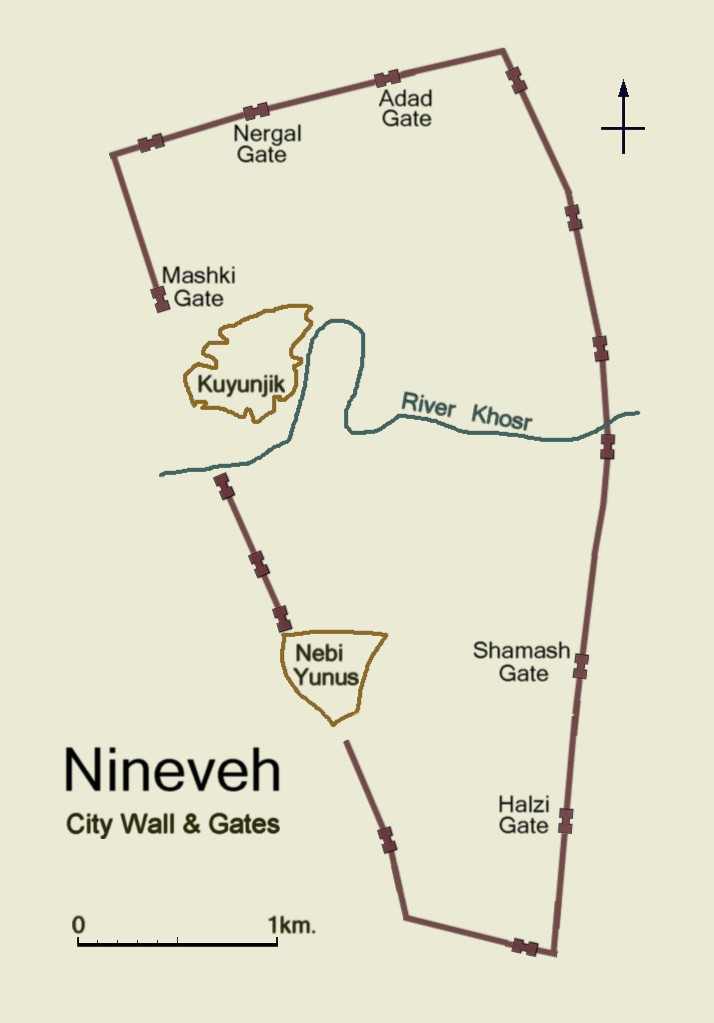
Mura e porte di Ninive

Tarbisu fu scavata da Austen Henry Layard, ed in seguito da Henry Rawlinson del British Museum a metà del XIX secolo.